# Nicholas Taubman
Nicholas Frank Taubman (n. 1935, Roanoke, Virginia) este un om de afaceri american care a îndeplinit funcția de ambasador al SUA în România (decembrie 2005 - 2009).

## Biografie
Nicholas Taubman s-a născut în anul 1935, în localitatea Roanoke din statul Virginia (SUA), într-o familie de etnie evreiască. Tatăl său era Arthur Taubman (1901-1994), om de afaceri și fondator al Advance Auto Parts, distribuitor de piese și accesorii auto.
A absolvit Liceul din Mercersburg (1953) și apoi Wharton School of Finance & Commerce din cadrul University of Pennsylvania, fiind licențiat în economie. De asemenea, în anul 2005, a primit o diplomă de onoare din partea Hollins University din Virginia. Și-a efectuat serviciul militar în cadrul US Army (1957-1958; 1960-1961).
Are o experiență îndelungată de om de afaceri. În perioada 1969-2005, a lucrat la firma fondată de către tatăl său, Advance Auto Parts, unde a îndeplinit și funcțiile de președinte și director executiv (1973-2005). De asemenea, a fost președintele companiei Mozart Investments din Roanoke (Virginia), director al Companiei de Asigurări Shenandoah etc.
Nicholas F. Taubman are o experiență remarcabilă în administrație, fiind, printre altele, membru al Consiliului Local din Roanoke (1976-1978). Ca opinii politice, este membru al Partidului Republican.
De asemenea, a fost director al YMCA din Roanoke (Virginia), director al Junior Achievement din Roanoke, director al Virginia College Fund din Richmond, director al Blue Ridge Mountains Council- American Boy Scouts, președinte și director general al Camerei de Comerț și Industrie din Roanoke Valley, administrator al Burrell Memorial Hospital, director al Roanoke Valley Industries și al Asociației Comercianților din Roanoke, președinte al Săptămânii Frăției, director al Orchestrei Simfonice din Roanoke, președinte al Automotive Associates din Rochester (New York), președinte al Automotive Executive Association, director al Alliance Tire & Rubber Company din Hadera (Israel), membru al Comitetului de Studiu Legislativ din cadrul Camerei de Comerț și Industrie din Roanoke Valley, membru al Comitetului de Studiu Administrativ al Orașului Roanoke, administrator al Hollins University (Virginia) și membru al Organizației Tinerilor Președinți. El a primit Diploma de Merit din partea Roanoke Jaycees în 1978, precum și Diploma Frăției în cadrul Conferinței Naționale a Creștinilor și Evreilor, în 1981.
Nicholas F. Taubman a fost confirmat în calitate de Ambasador al Statelor Unite ale Americii în România pe 28 octombrie 2005. El a depus jurământul în prezenta Secretarului de Stat Condoleezza Rice pe 29 noiembrie 2005 și a prezentat scrisorile de acreditare Președintelui Traian Băsescu pe 5 decembrie 2005.
Este membru în Consiliul de Administrație al „Advance Auto Parts” (care a avut în anul 2006 o cifră de afaceri de 3,8 miliarde dolari).